# Augenbrauenente

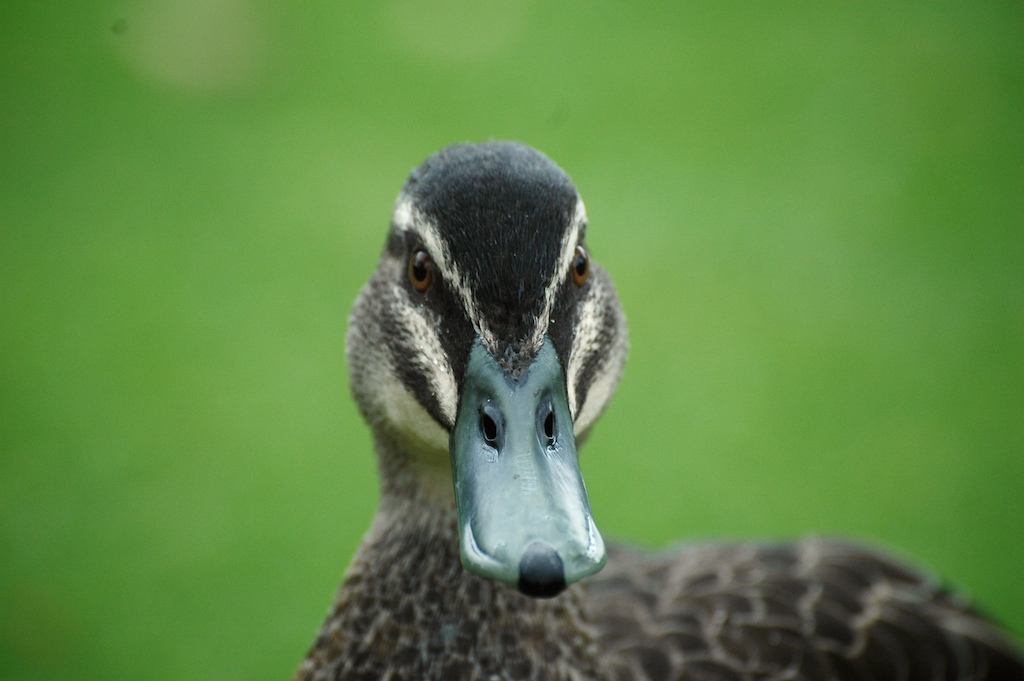
Kopfstudie

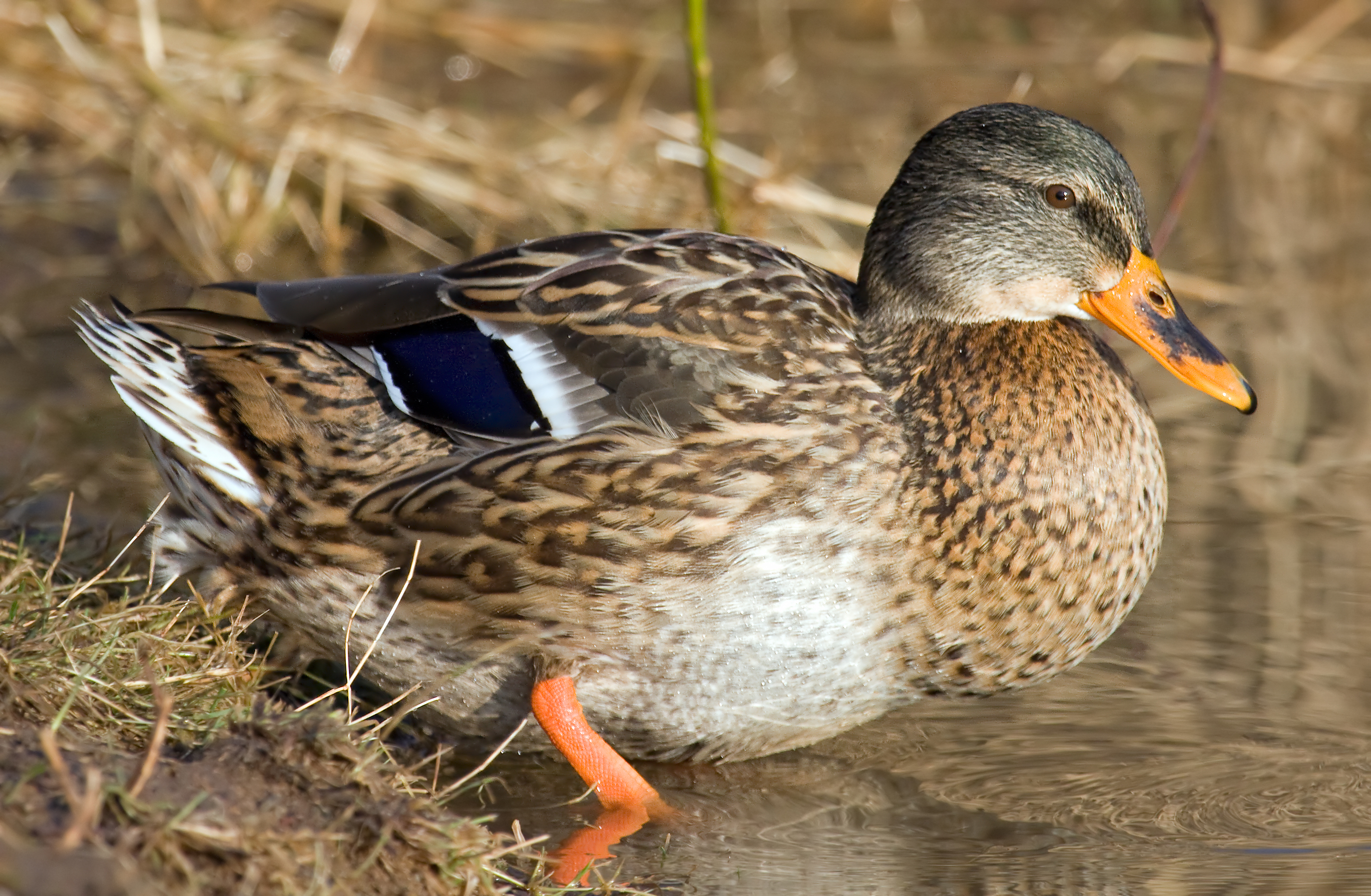
Weibchen der Stockente, eine der Arten, mit der die Augenbrauenente verwechselt werden kann

Die Augenbrauenente (Anas superciliosa) ist ein Entenvogel, der zu den Schwimmenten gerechnet wird. Von der Aufteilung dieser Art in drei Unterarten hat man sich mittlerweile wieder getrennt. DNA-Untersuchungen haben nahegelegt, dass zwischen den früher beschriebenen drei Unterarten kein ausreichender Unterschied besteht, um eine Aufteilung in Unterarten zu rechtfertigen.
Die Art kommt ausschließlich in Australasien vor. Die IUCN stuft die Art als nicht gefährdet (least concern) ein.

## Erscheinungsbild

### Allgemeine Merkmale
Die Augenbrauenente ist eine große Schwimmentenart. Sie erreicht eine Körperlänge zwischen 54 und 61 Zentimetern, davon entfallen zwei Drittel auf den Rumpf. Die Flügelspannweite beträgt 80 bis 100 Zentimeter. Es handelt sich insgesamt um eine große, kräftig gebaute Ente mit einem im Verhältnis zur Körpergröße langen Kopf und Schnabel. Auffällig bei der Augenbrauenente ist die kontrastreiche Kopfbefiederung. Der Scheitel ist schwarz, über das Auge verläuft ein deutlich abgegrenzter Augenstreif, der halbmondförmig nach unten gebogen ist. Ein zweiter feiner Streif (sogenannter Bartstreif) verläuft am unteren Gesichtsende.
Schwimmende Augenbrauenenten liegen hoch im Wasser auf. Sie sind in der Lage, sehr schnell von der Wasseroberfläche aufzufliegen, dabei tauchen beim ersten Flügelschlag die Flügel ins Wasser ein. Sie fliegen mit flachem Flügelschlag, dabei ist ein lautes Pfeifgeräusch als Instrumentallaut vernehmbar. Sie kommen häufig ans Land und bewegen sich an Land behände. Ihr Körper ist beim Laufen parallel zum Boden.

### Federkleid
Wie für viele andere tropische Entenarten charakteristisch, weist diese Art keinen auffallenden Sexualdimorphismus aus, einige Merkmale sowie die Stimme und das Verhalten erlauben jedoch eine genaue Bestimmung der Geschlechter auch bei Feldbeobachtungen. Die Kopfplatte, die bei Männchen fast schwarz ist, ist beim Weibchen häufig braun. Das Weibchen ist außerdem meist etwas kleiner. Kinn und Kehle sind bei beiden Geschlechtern grauweiß. Das Körpergefieder ist überwiegend graubraun. Durch die schmalen, hellen Säume wirkt das Körpergefieder deutlich geschuppt. Der Schnabel ist einfarbig dunkelgrau bis graugrün mit einem schwarzen Nagel. Die Füße sind gelbgrün. Jungenten gleichen den adulten Vögeln, sind aber an der Körperunterseite gestreift. Das zeigt sich besonders deutlich auf der Brust.
Die Küken sind auf der Kopfplatte und auf der Rückenpartie dunkelbraun. Das Gesicht ist gelb und von je einem Augen- und Bartstreif durchzogen. Die Bauchseite ist gelblich. Auf dem Rücken gleicht die Fleckung der der Stockentenküken.
Die Mauser findet mit wechselnder Intensität das ganze Jahr über statt. Die meisten Augenbrauenenten sind zu Beginn der Fortpflanzungsperiode frisch vermausert. Der Höhepunkt der Mauser ist von Dezember bis März.

### Verwechslungsmöglichkeiten
Die Augenbrauenente weist im Aussehen und Verhalten viele Gemeinsamkeiten mit der Stockente auf, die in Neuseeland auf Grund der Einführung dieser Art im 19. und zu Beginn des 20. Jahrhunderts weit verbreitet ist und in Australien zumindest in dichter besiedelten Regionen im Südosten ebenfalls häufig vorkommt. Eine Verwechslungsmöglichkeit besteht vor allem zwischen den Weibchen beider Arten sowie Erpeln der Stockente im Schlichtkleid.
Darüber hinaus kann die Augenbrauenente mit einigen wenigen, in Australien und Neuseeland beheimateten Entenarten verwechselt werden. Die Halbmond-Löffelente ist kleiner und schlanker und hat einen sehr viel größeren Schnabel. Ähnlichkeit besteht vor allem zwischen den Weibchen beider Arten und wenn die Männchen der Löffelente ihr Schlichtkleid tragen. Die Affengans hat ein einförmig schwarzgrau gemustertes Gefieder. Verwechslungsmöglichkeiten bestehen auch mit der Mähnenente, wenn sie ihr Ruhekleid trägt. Das Unterscheidungsmerkmal zu dieser Gans ist das Fehlen der Gesichtsstreifung, der braunere Kopf und die getupfte Brust.

## Verbreitungsgebiet

Das Verbreitungsgebiet der Augenbrauenente

Die Augenbrauenente ist in Australien, auf Neuguinea, auf den indonesischen Inseln bis in den Süden Sumatras, auf Sulawesi und Halmahera zu finden. Ihr Verbreitungsgebiet erstreckt sich bis nach Neuseeland und erreicht im Norden die Salomonen. Besiedelt werden von ihr auch Fiji, Tonga und Samoa. Damit erstreckt sich das Verbreitungsgebiet vom Äquator bis in die Subantarktis.
Auf Neuseeland sind die Bestände sehr stark mit der eingeführten Stockente hybridisiert. Diese intermediären Bastarde finden sich auch auf den angrenzenden Inseln. Erste Hybride zwischen Augenbrauenenten und Stockenten wurden bereits 1917 berichtet. Bereits um 1992 galten 40 Prozent der auf Neuseeland lebenden Augenbrauenenten als mit Stockenten vermischt. Der Bestand der Stockente auf Neuseeland wird auf über fünf Millionen Individuen geschätzt. Der neuseeländische Bestand an Augenbrauenenten dagegen beträgt nur zwischen 10.000 und 100.000 Individuen.
In Australien wird der Bestand auf 500.000 Individuen geschätzt.

## Lebensraum

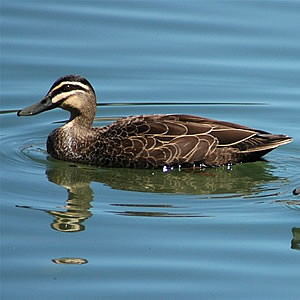
Im Wasser – deutlich erkennbar das helle Kinn und die helle Kehle

Die Augenbrauenente ist eine sehr anpassungsfähige Entenart, die ein breites Spektrum an Feuchtgebieten besiedelt. Sie wird häufig in Sumpfgebieten mit hohem Wasserstand und einer dichten Vegetation gefunden. Sie nutzt dabei auch nur zeitweilig bestehende Gewässer. Sie präferiert flache Gewässer. An Salzwasserseen ist sie deutlich seltener. Während der Trockenperioden findet man sie aber häufig auch in Flussmündungen, in Küstenlagunen, Salzmarschen und dem Tidengebiet von Flüssen. In Neuseeland findet man sie auch im Gebirge oder in dicht bewaldeten Regionen. Sie ist heute in landwirtschaftlichen und dicht besiedelten Regionen selten, was auf die Einführung der Stockente in Neuseeland zurückgehen kann.
Die Augenbrauenente gilt als ein Standvogel, sofern das von ihr besiedelte Gewässer ein permanentes ist und nicht während der Trockenzeit austrocknet. Ein Teil der Population findet sich jedoch auch auf temporär bestehenden Überschwemmungsgebieten und wandert weit in verschiedene Richtungen ab, wenn diese austrocknen. In Trockenperioden zeigen die australischen Augenbrauenenten weite Wanderbewegungen. Diese Wanderbewegungen sind durch Wiederfunde von beringten Vögeln gut belegt. Von den in Griffith im australischen New South Wales beringten Vögeln wurden 23 Prozent der 396 Wiederfunden mehr als 320 Kilometer vom Beringungsort entdeckt. Sechs der Vögel hatten Tasmanien erreicht und zwei der Wiederfunde stammten aus dem Norden von Queensland. Es gibt Belege dafür, dass sie in dieser Zeit sogar vom australischen Kontinent auf Inseln des Südwestpazifiks ziehen.

## Nahrung und Nahrungsweise
Die Augenbrauenente ist überwiegend ein Pflanzenfresser. Von großer Bedeutung sind Samen von Wasser- und Uferpflanzen. Sie durchseiht die Wasseroberfläche. In tieferen Gewässern gründelt sie auch. Gelegentlich kann man sie auch beobachten, wie sie an Land grast. Während der Ruhephase hält sie sich entweder auf dem Wasser auf oder sitzt auf in Wasser liegenden Baumstämmen. Sie stiehlt gelegentlich auch Nahrung von der Tasmanmoorente sowie Artgenossen (sogenannter Kleptoparasitismus).
Die Nahrungsaufnahme findet meist zu Beginn der Nacht und in der Morgendämmerung statt.

## Fortpflanzung
Augenbrauenente gehen lang andauernde, monogame Paarbeziehungen ein, die vermutlich Bestand haben, bis einer der beiden Partnervögel stirbt. Unter 24 Weibchen, die im australischen Canberra über einen Zeitraum von fünf Jahren beobachtet wurden, waren fünf während der gesamten Beobachtungszeit mit demselben Erpel zusammen. Bei sechs Weibchen konnte ein Paarbestand über drei, bei sieben über vier Jahre belegt werden. Lediglich einmal wurde beobachtet, dass ein Männchen im nächsten Jahr mit einem anderen Weibchen Nachwuchs aufzog.

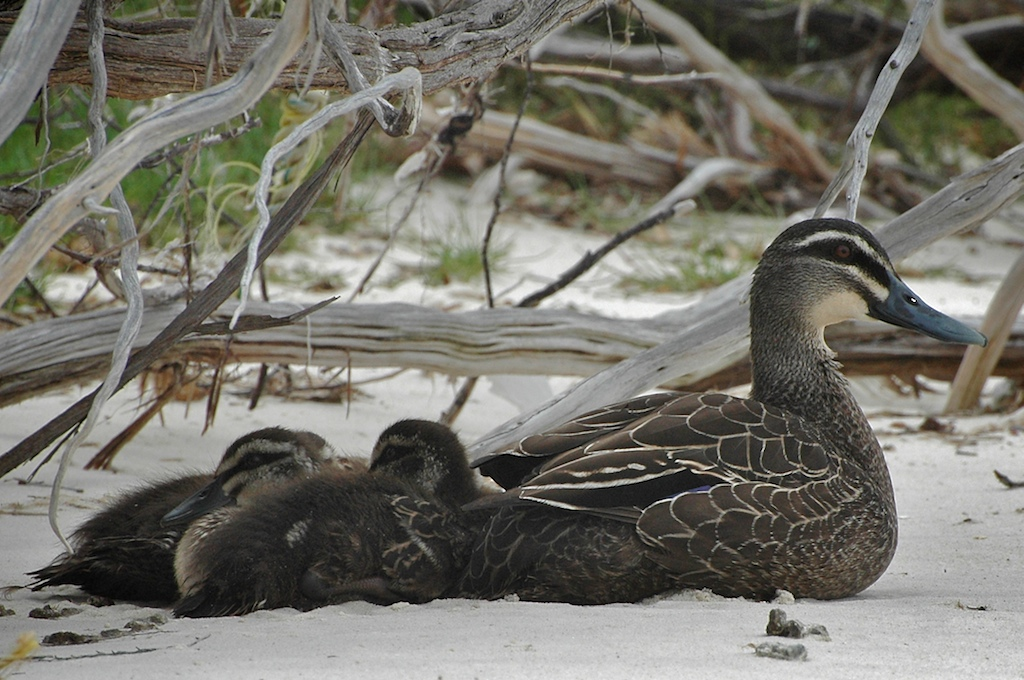
Augenbrauenente mit Küken

Im Südosten Australiens brüten die Augenbrauenenten im Zeitraum Juli bis Dezember. Mitunter finden sich Gelege auch noch im Februar. Auf Neuseeland ist die Fortpflanzungszeit ähnlich ausgedehnt. Für die Inseln, die von der Augenbrauenente besiedelt werden, liegen keine ausreichenden Daten vor.
Der Nistplatz wird vom Weibchen ausgesucht. Die Suche ist Bestandteil des Balzverhaltens und das Weibchen wird oft dabei vom Männchen begleitet. Gewöhnlich findet sich das Nest in Baumhöhlen, gelegentlich werden auch die verlassenen Nester anderer Wasservögel genutzt. Nur selten brüten die Augenbrauenenten auf dem Boden. Das Nest wird aus dem Material errichtet, das sich in unmittelbarer Nähe befindet. Die Nistmulde wird mit vielen grauen Daunen ausgepolstert. Die cremeweißen Eier sind elliptisch und haben eine glatte, glänzende Schale Schale. Das Vollgelege umfasst durchschnittlich neun Eier. Gelegegrößen zwischen sieben und 12 Eiern sind aber normal. Gelege, die mehr als zwölf Eier umfassen, stammen in der Regel von mehreren Weibchen. Es gibt aber keinen Hinweis auf Brutparasitismus als Fortpflanzungsstrategie. Kleine Gelege weisen darauf hin, dass das Weibchen während der Eiablage gestört wurde. Sie werden meist nicht bebrütet.
Der Legeabstand beträgt einen Tag. Die Eier werden gewöhnlich am frühen Morgen gelegt. Es brütet allein das Weibchen. Die Brutzeit beträgt durchschnittlich 29 Tage mit einer Variationsbandbreite von 26 bis 32 Tagen. Das Männchen hält sich zu Beginn der Brutzeit in der Nähe des Weibchens auf. Häufig lockert sich dann die Paarbindung; einige Männchen verbleiben jedoch bis zum Ende der Brutzeit in der Nähe des Weibchens. Die Weibchen unterbrechen die Brut jeden Tag etwa zwei Mal und lassen gewöhnlich das Nest für weniger als zwei Stunden allein. Erst während der letzten zwei Bruttage verlässt das Weibchen nicht mehr das Gelege. Geht das Gelege verloren, legt das Weibchen in der Regel nach zwei Wochen ein weiteres. Zu einem Zweitgelege kommt es etwa acht Wochen, nachdem die Brut erfolgreich aufgezogen ist. Zwei Gelege pro Jahr sind für Augenbrauenenten charakteristisch. Es gibt aber mindestens einen Beleg, dass Augenbrauenenten drei Gelege in einer Fortpflanzungsperiode aufgezogen haben.
Die Küken werden alleine durch das Weibchen geführt. Das Weibchen kann seine Brut sehr gut von der anderer Augenbrauenenten unterscheiden. Küken, die den Anschluss an ihren Familienverband verloren haben und versuchen, sich einer anderen Entenfamilie anzuschließen, werden von dem fremden Augenbrauenweibchen häufig getötet.

## Haltung in menschlicher Obhut
Augenbrauenenten werden seit der zweiten Hälfte des 19. Jahrhunderts in menschlicher Obhut gehalten. Der Zoo in Berlin zeigte diese Entenart erstmals 1874. Sie sind heute allerdings nur noch selten in europäischen und nordamerikanischen Zoos zu sehen. Sie gelten zwar als problemlos in der Haltung. Es ist jedoch notwendig, Augenbrauenenten in Kleingehegen und Volieren unterzubringen, damit sie sich nicht mit Stockenten hybridisieren.